# 近藤景春
近藤 景春（こんどう かげはる、生年不明 - 永禄3年5月21日（1560年6月24日））は、戦国時代の武将。尾張国沓掛城主。九十郎。父は近藤伊景か。
藤原秀郷の後裔を称する沓掛近藤氏第9代。近藤氏は当初、三河国の松平広忠の傘下にあったが、後に尾張国で勢力を拡大していた織田氏に従った。
永禄2年（1559年）尾張侵攻を目論む今川義元に寝返っていた尾張鳴海城主山口教継によって今川氏に降った。永禄3年（1560年）沓掛城を今川家臣の浅井政敏に預け、支城の高圃城に移って織田軍に備えるが、桶狭間の戦いで今川義元が戦死して今川軍が駿河へ退いたため沓掛城に戻るが、直後に織田軍に攻められて戦死した。